# Iwar Anderson (politiker)
Gustav Iwar Anderson, född 21 juli 1883 i Ljusnarsberg, död 9 april 1961 i Arboga, var en svensk kontorist och socialdemokratisk politiker.
Anderson var ledamot av riksdagens första kammare från 1940, invald i Södermanlands och Västmanlands läns valkrets.